# 日生有線テレビ
日生有線テレビ株式会社（ひなせゆうせんテレビ、Hinase Cable Television Company, Limited・通称：ひなビジョン）は、岡山県備前市に本社がある第三セクター方式のケーブルテレビ局である。

## サービスエリア
- 岡山県備前市（旧・日生町（諸島部を除く）、穂浪の一部）

## 主な放送チャンネル

### 地上波系列別再送信局
| NHK-G   | NHK-E   | NNN/NNS    | ANN          | JNN         | TXN            | FNN/FNS  | JAITS      |
| ------- | ------- | ---------- | ------------ | ----------- | -------------- | -------- | ---------- |
| NHK岡山 | NHK岡山 | 西日本放送 | 瀬戸内海放送 | RSK山陽放送 | テレビせとうち | 岡山放送 | サンテレビ |

### テレビ局
| チャンネル | 放送局         |
| ---------- | -------------- |
| 1          | NHK岡山総合    |
| 2          | NHK岡山教育    |
| 3          | サンテレビ     |
| 4          | 西日本放送     |
| 5          | 瀬戸内海放送   |
| 6          | RSK山陽放送    |
| 7          | テレビせとうち |
| 8          | 岡山放送       |
| 12         | ひなビジョン   |

- テレビせとうちは日生中継局が未設置（他の各局は設置）の為に旧・日生町の半数以上の世帯では直接受信が不可能であったが、これらの地域でも当ケーブルテレビ局の再送信により視聴可能である。
- BSデジタル・CSの再送信は行われていない。
- 地上デジタル放送は2008年2月1日に開始された。同一周波数パススルー方式の為、地上デジタル対応テレビまたはチューナーであれば視聴可能。
- ひなビジョンのデジタルは2010年3月11日から試験放送が、同年4月1日から本放送が開始された。
- 「デジアナ変換」終了により、2015年3月31日でNHK BS1及びNHK BSプレミアムのアナログ再送信も終了した。[1]